# Бугич, Думитру
Думи́тру Бу́гич (рум. Dumitru Bughici; 14 ноября 1921, Яссы, Румыния — 10 июня 2008, Иерусалим, Израиль) — румынский композитор, музыковед, пианист, дирижёр и педагог.

## Биография
В 1938 году окончил Ясскую консерваторию, а в 1955 году — Ленинградскую консерваторию у Виктора Волошинова. С 1955 года преподавал анализ музыкальных форм в Бухарестской консерватории. Писал в основном симфоническую музыку и музыку к фильмам.

## Сочинения
- 7 программных симфоний (1961—1985)
- 2 концертные симфонии (1980—1981)
- «In memoriam» для струнного оркестра (1984, посвящёно памяти жертв фашизма)
- Симфония-поэма (1961)
- симфония «Эхо джаза» / Ecouri de jazz (1966)
- симфония «Страницы летописи» / File de letopiset (1972)
- симфония «1907» (1976)
- концертная симфония для струнного квартета с оркестром (1980)
- 11 симфониетт
- концерт для скрипки с оркестром (1955, 1977)
- концерт для виолончели с оркестром (1974)
- концерт для фортепиано с оркестром (1975)
- концерт для трубы с оркестром в ритмах джаза (1975)
- концертная баллада для скрипки с оркестром (1969)
- «Драматические диалоги» для флейты и струнного oркестра (1967)
- сюиты
- фантазии

## Литературные сочинения
- Formele si genurile muzicii instrumentale. — București, 1960 (совм. с Diamandi Gheciu).
- Suita si sonata. — București, 1965.
- Formele muzicale. Liedul, rondoul, variatiunile, fuga. — București, 1969.